# 2009年2月臺灣
| << | 2009年2月 （民國98年） | >> |    |    |    |    |
| \| 日 \| 一 \| 二 \| 三 \| 四 \| 五 \| 六 \| \| 1 \| 2 \| 3 \| 4 \| 5 \| 6 \| 7 \| \| 8 \| 9 \| 10 \| 11 \| 12 \| 13 \| 14 \| \| 15 \| 16 \| 17 \| 18 \| 19 \| 20 \| 21 \| \| 22 \| 23 \| 24 \| 25 \| 26 \| 27 \| 28 \| \| \| \| \| \| \| \| \| \| \| \| \| \| \| \| \| |                        |    |    |    |    |    |
| 臺灣新聞動態／維基新聞 |                        |    |    |    |    |    |
| 世界／中国大陆／臺灣 |                        |    |    |    |    |    |
| 日 | 一                     | 二 | 三 | 四 | 五 | 六 |
| 1 | 2                      | 3  | 4  | 5  | 6  | 7  |
| 8 | 9                      | 10 | 11 | 12 | 13 | 14 |
| 15 | 16                     | 17 | 18 | 19 | 20 | 21 |
| 22 | 23                     | 24 | 25 | 26 | 27 | 28 |
| |                        |    |    |    |    |    |
| |                        |    |    |    |    |    |

## 2月28日
- 馬英九總統上午南下高雄參加二二八事件中樞紀念儀式，現場致詞時遭到多位在場民眾示威抗議；下午返回台北參加台北市政府228追悼儀式時仍遭逢部分民眾嗆聲，但兩場紀念活動舉行大致平和。yam天空新聞─中央社１（页面存档备份，存于）２（页面存档备份，存于）３（页面存档备份，存于）
- 為因應入春以來降雨量減少所帶來的乾旱現象，經濟部水利局表示政府將在3月2日成立中央旱災應變中心，以經濟部為首召集相關部會研商抗旱措施。yam天空新聞─中央社（页面存档备份，存于）

## 2月27日
- 前總統陳水扁聲請停止羈押遭台北地方法院駁回一案，經其律師團抗告成功，台灣高等法院裁定發回台北地方法院更為裁定。yam天空新聞─中央社（页面存档备份，存于）
- 國民黨立委江連福當選無效之訴，台中地方法院一審判決其當選無效，全案仍可上訴。yam天空新聞─中央社
- 因涉嫌掏空國民黨黨產而遭通緝的知名導演劉家昌、甄珍夫婦下午返台歸案，晚間經檢方偵訊後，劉家昌以新台幣300萬元、甄珍100萬元交保，同時皆限制出境及住居。yam天空新聞─中央社（页面存档备份，存于）

## 2月26日
- 行政院主計處公布2009年1月失業率為5.31%，創下歷年同月新高，失業人數約57.8萬人，再創歷史新高。yam天空新聞─中央社（页面存档备份，存于）
- 海峽兩岸自今日起正式實現雙向郵政電子匯款業務。yam天空新聞─中央社（页面存档备份，存于）
- 今年全球黑面琵鷺普查結果出爐，依香港觀鳥會統計共有2041隻，相較2008年減少了24隻；其中以台灣1104隻最多，約佔53%。yam天空新聞─中央社（页面存档备份，存于）

## 2月25日
- 台灣高等法院審理博達案，進行二審宣判，博達科技前董事長葉素菲維持判處有期徒刑14年，併科罰金新台幣1億8000萬元；博達前財務長賴哲賢、林世隆等其餘16名被告，則分別被判處有期徒刑4年到緩刑不等之刑度。yam天空新聞─中央社（页面存档备份，存于）
- 部分媒體報導，財政部計劃自2010年起開徵奢侈稅，包括高價珠寶、手錶、化妝品、名牌包與服飾、高價車，以及頂級豪宅、宴席等，均可能被納入課稅；財政部賦稅署副署長許春安則表示尚在研究中，預計10月研究結果出爐後才會定案。yam天空新聞─中央社１（页面存档备份，存于）２（页面存档备份，存于）

## 2月24日
- 台北地方法院審理國務機要費案、陳水扁家庭密帳案、竹科龍潭購地案、南港展覽館案等扁家弊案，傳喚前總統陳水扁出庭應訊。陳前總統在庭上批評檢方辦案立場不公，並針對前總統李登輝、時任總統馬英九等藍綠政治人物不斷爆料，但對於檢方指控的各項罪行則全盤否認。yam天空新聞─中央社1（页面存档备份，存于）23（页面存档备份，存于）4（页面存档备份，存于）5（页面存档备份，存于）
- 由國立中央大學鹿林天文台觀測員和廣東中山大學學生在2007年合作發現的鹿林彗星，本日將移動到離地球最近的位置，用肉眼即可見到。yam天空新聞─中央社（页面存档备份，存于）

## 2月23日
- 陳水扁委任律師鄭文龍今日公布辜仲諒、李界木、辜成允、陳鎮慧等相關涉案人的7段偵訊光碟片段，質疑特偵組檢察官以脅迫、利誘、教唆作偽證等方法問訊，並遞狀向台北地方法院聲請勘驗光碟內容。yam天空新聞─中央社（页面存档备份，存于）
- 行政院下午召開組織改造推動小組第5次會議，會中決議原能會將與國科會合併、研考會與經建會合併、體委會則與教育部合併，中央行政部門將重組為13部、8會、3獨立機關。整體方案預計於民國100年實施。yam天空新聞─中央社１２（页面存档备份，存于）
- 為加速桃園國際機場第一航廈改建工程進度，民航局計畫將第一航廈改建的工期再縮短1年，並採取關閉出入境各一半空間的方式整修，預計工程可提前在民國100年（2011年）年底完工。yam天空新聞─中央社（页面存档备份，存于）

## 2月22日
- 總統府上午召開重大議題會議，討論中正紀念堂及二二八事件紀念基金會相關問題。會中裁示，中正紀念堂牌匾將依法行政，預定於7月前掛回；政府也將支持228基金會，並對扁政府時期規劃設置的228事件國家紀念館給予法律地位。yam天空新聞─中央社１（页面存档备份，存于）２（页面存档备份，存于）

## 2月21日
- 2009年世界棒球經典賽28人正選名單公布，倪福德、李振昌、高志綱、彭政閔、林益全、林威助等球員將代表台灣參加3月5日開打之世界棒球經典賽。中國時報（页面存档备份，存于）自由時報
- 由民進黨與台聯共同舉辦的2009年台灣民間國是會議今日召開，財政部部長李述德、經濟部次長施顏祥、金管會主委陳及勞委會主委王如玄等內閣成員與會，馬英九總統則在舉行前一天決定缺席。中國時報（页面存档备份，存于）自由時報
- 二二八事件受難者家屬擬在二二八中樞紀念儀式時，當場向馬英九總統表達抗議，首度遭管區警察登門關切。家屬表示，馬政府說一套做一套，「感覺民主倒退，白色恐怖再現」。自由時報

## 2月20日
- 中國人壽宣布以象徵性的新台幣一元，併購英國保誠人壽（Prudential plc）在台灣的所有業務。雙方在本日正式簽約，所有程序預計在2009年第二季完成。中國時報自由時報[]
- 財政部提報蒸餾酒稅額調整方案予行政院，其中、一般民眾常用的紅標米酒，酒稅將由原本的111元降至30元，售價亦可望大幅下降。自由時報

## 2月19日
- 大考中心公布98學年度大學學科能力測驗成績，成績單將在今日起陸續寄出。yam天空新聞─中央社１（页面存档备份，存于）２（页面存档备份，存于）
- 台灣與日本政府達成協議，台日4家航空公司將開行台北松山機場與東京羽田機場間的定期航線，最快將在2010年10月羽田機場完成第四跑道擴建後執行。yam天空新聞─中央社１（页面存档备份，存于）２３（页面存档备份，存于）

## 2月18日
- 行政院主計處公布去年經濟成長率為0.12%，並大幅下修今年預測經濟成長率至-2.97%；中央銀行隨即召開記者會，宣布降息一碼。yam天空新聞─中央社１（页面存档备份，存于）２

## 2月17日
- 行政院在本年編列1506億元的擴大公共建設特別預算案，今日排入立法院院會議程，將在第三會期開議後於24日進行報告。但部分國民黨籍立委痛批預算案內容內容浮濫，揚言將拒審預算。自由時報

## 2月16日
- DRAM大廠茂德科技爆發財務危機尋求紓困，以台銀為首的債權銀行團經過一整天的密集商討，晚間初步同意增貸新台幣30億元予茂德，時間為一年期，利率依商業本票市場利率加碼2%，約為3.5％。中國時報（页面存档备份，存于）自由時報[]
- 中鋼前董事長林文淵涉陳水扁家庭密帳案後，首度召開記者會坦承受前第一夫人吳淑珍委託代購元大建設「一品苑」豪宅兩戶，「基於人情世故，無法託辭」，資金由其自行籌措，吳淑珍從未支付任何一毛錢，但現皆已轉售。中國時報自由時報

## 2月15日
- 國立故宮博物院院長周功鑫抵達北京市，與北京故宮博物院展開交流。由於北京方面低調以對，導致媒體採訪波折不斷，保安人員數次與台灣媒體發生混亂場面。自由時報

## 2月14日
- 第七屆立法委員台北市第六選區缺額補選的候選人參選登記作業在本日截止，共有7人完成登記，預計3月6日舉行候選人號次抽籤。yam天空新聞─中央社（页面存档备份，存于）
- 最高檢察署特偵組偵辦陳水扁家庭洗錢疑案，下午第4度前往寶徠花園廣場就訊前第一夫人吳淑珍。yam天空新聞─中央社（页面存档备份，存于）

## 2月13日
- 民進黨與台聯將於21日聯合舉辦民間國是會議，民進黨副祕書長陳其邁前往總統府遞交邀請函邀請時任總統馬英九出席。中國時報[永久]自由時報

## 2月12日
- 日前發生的高雄市小港「客萊頌」汽車賓館女裸屍命案宣告偵破，在屏東慈惠醫護管理專科學校擔任外包校車司機的凶嫌楊國卿，在家人的陪同下向刑事警察局南部犯罪打擊中心投案。中國時報（页面存档备份，存于）自由時報

## 2月11日
- 臺灣高等法院在2月9日發回更裁後，台北地方法院重新審理東森媒體集團前總裁王令麟羈押案，晚間裁定以新臺幣3億5千萬元、附帶廿四小時監控等四條件交保候傳。中國時報（页面存档备份，存于）自由時報
- 關於最高檢察署特偵組檢察官朱朝亮與吳文忠，曾與涉及弊案的前總統陳水扁在辦案期間聯絡，監察院完成調查並針對最高檢察署發出糾正案，建議最高檢察署應將兩名檢察官調離現有職務。 中國時報自由時報

## 2月10日
- 台北地方法院審理國務機要費案、陳水扁家庭密帳案、竹科龍潭購地案、南港展覽館案等扁家弊案，前第一夫人吳淑珍下午在兒子陳致中的陪同下，睽違787天後再度出庭應訊。吳淑珍在庭上坦承部分罪行，包括蒐集發票核銷國務機要費的偽造文書罪，並承認南港展覽館案中收取220萬美元回扣，以及將錢匯往海外的洗錢行為，龍潭案中收取台泥董事長辜成允兩億元新台幣的政治獻金也匯往海外，但否認侵占和詐領國務機要費。中國時報自由時報

## 2月9日
- 臺灣高等法院傍晚以未經訊問即再行羈押為由，撤銷臺北地方法院對東森媒體集團前總裁王令麟的羈押裁定。yam天空新聞─中央社（页面存档备份，存于）
- 財政部公布上月出口值123.7億美元、進口值89.7億美元，分別較去年同月減少44.1%、56.5%，再度創下史上最大減幅；其中出口值已是連續五個月呈現衰退。中國時報（页面存档备份，存于）自由時報
- 考試院院長關中宣示，將仿效新加坡建立公務員獎優汰劣制度，研議修正《公務人員考績法》，未來公務人員如連續兩年考績列為丙等、或連續兩年未拿到績效獎金，將必須自動離職，以藉此提升公務人員的競爭力。中國時報自由時報
- 2009年臺灣燈會晚上於宜蘭市宜蘭運動公園登場，主燈名為『同心耕富強』。宜蘭縣政府[]

## 2月8日
- 台維斯盃亞洲及大洋洲區域組賽事，台灣隊在兩點的單打比賽都取得最後的勝利，最後以四比一的總分擊敗哈薩克隊，晉級到第二輪。NowNews中國時報
- 因李慶安雙重國籍案而舉行的立法委員台北市第六選區補選，國民黨經黨內初選，宣佈提名台北市議員蔣乃辛代表參選；民進黨則徵召同為現任台北市議員的周柏雅參加立委補選。中時電子報[永久]

## 2月7日
- 消費券第二階段發放，下午1：30起於各地郵局開始發放。自由時報[]
- 最高檢察署特偵組偵辦陳水扁家庭洗錢疑案，以疑似涉嫌幫助扁家洗錢為由，將前中鋼董事長林文淵改列被告。yam天空新聞─中央廣播電台（页面存档备份，存于）

## 2月6日
- 澎湖縣七美鄉一名男子酒駕衝撞元宵節餐會會場，造成15人輕重傷，其中13人緊急後送至高雄多家醫院，1人生命垂危。自由時報
- 由於李慶安於1994年至2005年擔任台北市議員及立法委員時擁有美國國籍，中選會以8比3票決議，對於李慶安第七屆台北市議員、第四、五、六屆立法委員，決議撤銷李慶安的當選公告，註銷其當選證書。中央廣播電台[]yam天空新聞─中央社１（页面存档备份，存于）２（页面存档备份，存于）
- 交通部以專案特許方式，核准麗星郵輪提出的第一件郵輪兩岸直航申請案，預定可在今年上半年開航基隆─廈門航線。yam天空新聞─中央社（页面存档备份，存于）

## 2月5日
- 台北地方法院審理陳水扁家庭洗錢疑案，傳喚前力麒建設董事長郭詮慶、前第一夫人吳淑珍大嫂陳俊英。兩人先後認罪，並向法院提出認罪協商。中央廣播電台[]

## 2月4日
- 里昂證券發表研究報告，預估今年亞洲各經濟體中，台灣的經濟成長率將衰退11％。針對此報告，經建會副主委胡仲英出面表示部分假設「太超過」。中國時報（页面存档备份，存于）自由時報
- NCC發佈《衛星廣播電視法》修正草案，明定「新聞製播及評論，應符合事實查證及公平原則」。中廣[]

## 2月3日
- 台北地方法院審理陳水扁家庭洗錢疑案、竹科龍潭購地案等扁家弊案，上午傳喚扁家友人蔡銘杰、蔡銘哲兩兄弟到庭。蔡氏兄弟在合議庭上公開認罪，蔡銘杰並向法院提出認罪協商。yam天空新聞─中央社（页面存档备份，存于）
- 法鼓山創辦人聖嚴法師，下午因器官衰竭，在台大醫院出院返回法鼓山金山總本山途中圓寂，享壽79歲。yam天空新聞─中央社１（页面存档备份，存于）２（页面存档备份，存于）PChome新聞─中廣
- 知名天文學家蔡章獻過世，享年87歲。聯合新聞網

## 2月2日
- 繼發放消費券後，行政院為解決大學畢業生等高學歷人才的就業問題，經建會正研議發放「教育（訓練）券」，性質定位為指定用途的專用券，將只限於職場進修充電之用。中國時報（页面存档备份，存于）自由時報
- 經濟部日前宣布推動「國營事業改造計畫」，首波點名中油、台電等國營事業；對於遭到點名，中油董事長潘文炎上午臨時召開記者會宣布請辭。自由時報
- 馬英九總統核定國軍最高階將領人事調整，時任參謀總長霍守業轉調總統府戰略顧問，國防部軍備副部長林鎮夷接任參謀總長，陸軍司令趙世璋接任軍備副部長，陸軍司令由總政戰局局長楊天嘯接任。人事案均於2月5日起生效。中國時報（页面存档备份，存于）自由時報
- 前總統陳水扁女兒陳幸妤赴美參加牙醫考試，美東時間上午近9時在紐約曼哈頓中城準備參加考試時，疑因記者過度跟拍，而對在考場外等候採訪的台灣媒體記者當街發飆。yam天空新聞─中央社（页面存档备份，存于）

## 2月1日
- 經濟部預計今年將以中油、台電為對象，推動「國營事業改造計畫」，兩家事業機構的組織文化、人力、財務、生產製程、產品與形象將被要求全面重新檢討改善，部長尹啟銘並表示「兩家事業負責人不排除更換」。自由時報